# Sinologie
Die Sinologie, auch als Chinawissenschaften oder Chinakunde (chinesisch 漢學 / 汉学, Pinyin hànxué – „Han-Kunde“) bekannt, ist ein Fachgebiet der Sprach- und Kulturwissenschaften, das im 16. Jahrhundert entstand, und sich mit den Sprachen, Schrift, Politik, Gesellschaft, Philosophie, Literatur, Wirtschaft und Geschichte der Han (漢人 / 汉人,  hànrén – „Han-Volk“) befasst.

## Geschichte der Sinologie
Den Beginn der Sinologie machten jesuitische Missionare, die seit der zweiten Hälfte des 16. Jahrhunderts die chinesische Sprache und Kultur studierten und nach China reisten, der erste unter ihnen war Matteo Ricci. Die ersten Übersetzungen chinesischer Klassiker erschienen auf Latein, woher auch der Name Sinologie stammt, da „Sina“, wahrscheinlich abgeleitet von der Qín-Dynastie 221 v. Chr., das lateinische Wort für China ist. Umgekehrt übersetzten die Missionare dieser Zeit die Bibel ins Chinesische und schrieben Berichte über das bis dahin kaum bekannte China, die in Europa mit großem Interesse aufgenommen wurden.
Der erste Lehrstuhl für Sinologie wurde zu Beginn des 19. Jahrhunderts in Paris eingerichtet. Im deutschsprachigen Raum existieren heute etwa 30 Hochschulen mit Einrichtungen zur Sinologie.

## Sinologie in Deutschland
Die Sinologie ist in Deutschland eine noch recht junge Disziplin. Erst Anfang des 19. Jahrhunderts begann man überhaupt, sich wissenschaftlich mit China zu beschäftigen. In den Jahren 1829–1831 erwarb der Orientalist Carl Friedrich Neumann in Guangzhou 12.000 chinesische Bände, die er nach München verschiffte und die die Grundlage der Ostasiatischen Sammlung der Bayerischen Staatsbibliothek sowie der Staatsbibliothek zu Berlin bildeten. Ab 1833 lehrte Wilhelm Schott in Berlin Chinesisch und chinesische Philosophie. Bahnbrechend in der Chinaforschung waren die geologisch-geografischen Forschungsreisen Ferdinand von Richthofens ab den frühen 1860er Jahren. 1887 wurden das u. a. dem chinesischen Sprachunterricht dienende Seminar für Orientalische Sprachen in Berlin und die ersten sinologischen Seminare eingerichtet. 1889 wurde der erste deutsche Lehrstuhl für Sinologie an der Universität Leipzig eingerichtet, erster ordentlicher Professor war Hans Georg Conon von der Gabelentz, erst 1912 folgte ein Lehrstuhl in Berlin unter J. J. M. de Groot und 1914 am Kolonialinstitut in Hamburg unter Otto Franke.
Während der Kolonialzeit, in der das deutsche Kaiserreich die chinesische Kolonie Kiautschou besaß, wuchs das Interesse an der chinesischen Kultur. Das Exil vieler Chinawissenschaftler in der Zeit des Nationalsozialismus schadete der deutschen Sinologie nachhaltig.
Seit der Öffnungspolitik der Volksrepublik China in den 1980er Jahren zählt die Sinologie in Deutschland nicht mehr zu den Orchideenfächern und Sinologie-Studienanfängern dieser Zeit wurden gute Berufsaussichten prophezeit. Heute schließen jährlich etwas weniger als 200 Personen (davon mehr als 70 Prozent Frauen) das Studium ab. Sinologen sind weder Dolmetscher noch Wirtschaftsfachleute, allerdings gibt es mit beiden Fächern kombinierte Studiengänge.
2002 waren in Deutschland etwa 1900 deutsche und 440 ausländische Studierende im Fach Sinologie (inkl. Koreanistik) immatrikuliert. Weniger als 500 Studienanfänger nehmen jährlich das Studium neu auf, während es z. B. in der Anglistik mit jährlich 10.000 Studienanfängern deutlich mehr sind. Die aktuelle Bedeutung Chinas und die häufige Erwähnung des Landes in den deutschen Medien tragen einen Teil dazu bei, dass die Studentenzahlen in den letzten Jahren, vor allem in Bachelorstudiengängen lange gestiegen sind, aber seit Mitte der 2010er Jahre wieder fallen. Nach einem anfänglichen Boom sinken die Zahlen der an Schulen Chinesisch Lernenden und die der in Deutschland eingeschriebenen Sinologie-Studenten wieder.
Für das Studium der Sinologie werden in Deutschland in der Regel keine Vorkenntnisse erwartet, allerdings sind viele Lehrbücher nur auf Englisch verfügbar, was Kenntnisse darin empfehlenswert macht. Heute ist es gängig, einen Teil des Studiums in China oder Taiwan zu verbringen.
Durch die Einführung des Bachelor-Studiengangs an mehreren deutschen Universitäten konnte die Regelstudienzeit zwar auf drei Jahre deutlich gesenkt werden, allerdings geht diese Verkürzung mit einer Eingrenzung der Studieninhalte einher, daher ist in Bachelorstudiengängen eine Spezialisierung auf bestimmte Teilbereiche der Sinologie nötig. Für Studierende, die sich umfassend mit China auseinandersetzen wollen, bietet sich im Anschluss ein Masterstudium an.
In den meisten Sinologie-Studiengängen reicht das Lehrangebot in chinesischer Sprache nicht aus, um ein Masterstudium im chinesischen Sprachraum anschließen zu können (laut Fachverband Chinesisch wären dies 1200–1600 Kontaktstunden). Häufig konzentriert sich die Sprachausbildung mangels Personal immer noch primär auf passive Lesekompetenz im Chinesischen. Ein Chinaaufenthalt ist zwar selten fest im Studienplan vorgeschrieben, wird aber schon aus Gründen der Vertiefung der Sprachkompetenz empfohlen. Viele MA-Studiengänge werden nur in Englisch unterrichtet.
Besonders sozialwissenschaftlich arbeitende Sinologen sind sich bewusst, dass ihre Veröffentlichungen ihre Arbeitsbedingungen in der Volksrepublik China auch existentiell beeinflussen können, da in der Volksrepublik hinsichtlich der Freiheit der Forschung andere Voraussetzungen herrschen, als sie beispielsweise in Deutschland anzutreffen sind. Dieser Umstand ist einerseits eine besondere Herausforderung für die betroffenen Forscher, bietet aber andererseits immer noch die Möglichkeit, in einer Meta-Sinologie durch die „Beobachtung der Beobachter“ (Niklas Luhmann) Kenntnisse über China zu gewinnen.

## Wissenschaftliche Einrichtungen der Sinologie

### Wissenschaftliche Gesellschaften der Sinologie
- Deutsche Morgenländische Gesellschaft (DMG)
- Deutsche Vereinigung für Chinastudien e. V. (DVCS)
- Deutsche China-Gesellschaft e. V.
- Deutsche Gesellschaft für Asienkunde e. V. (DGA)
- European Association for Chinese Studies (EACS)
- European Association of Taiwan Studies (EATS)
- Fachverband Chinesisch e. V. (FaCh)

### Wissenschaftliche Publikationsorgane der Sinologie
- Berliner China-Studien
- Berliner China-Hefte
- The Journal of the European Association for Chinese Studies, Open-Access- und Online-Zeitschrift
- Monumenta Serica
- T'oung Pao (通報), gegr. 1890, erste internationale Zeitschrift für Sinologie.
- Oriens Extremus, seit 1954 kontinuierlich von Hamburger Sinologen im Verlag Harrassowitz herausgegeben; Archiv online frei zugänglich.

### Forschungsinstitute
- Institut für Asienstudien des GIGA German Institute of Global and Area Studies
- Mercator Institute for Chinese Studies Merics

## Hochschulen mit Sinologie-Studiengängen im deutschsprachigen Raum
Baden-Württemberg

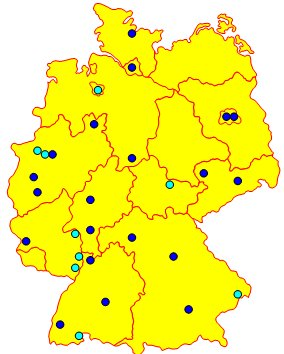
Universitäts- (blau) und Hochschulstandorte (türkis) mit Sinologie-Studiengängen in Deutschland (Stand 2004)

- Albert-Ludwigs-Universität Freiburg, Institut für Sinologie – Bachelor-Studiengang seit 2007 mit Fokus auf dem modernen China und einem historisch-sozialwissenschaftlichen Zugang zum Fach, Masterstudiengang seit 2013
- Ruprecht-Karls-Universität Heidelberg, Zentrum für Ostasienwissenschaften am Centrum für Asienwissenschaften und Transkulturelle Studien – Bachelor-Studiengang (B.A.) Ostasienwissenschaften mit Schwerpunkt Sinologie (Hauptfach 75 %, 50 % auch mit Lehramtsoption, Nebenfach 25 %),[4] Master-Studiengang (M.A.) Sinologie (Chinese Studies)[5]
- Eberhard Karls Universität Tübingen, Seminar für Sinologie und Koreanistik – Bachelor- und Masterstudiengang
- Fachhochschule Konstanz, Angewandte Weltwirtschaftssprachen, Wirtschaftssinologie

Bayern
- Friedrich-Alexander-Universität Erlangen-Nürnberg, Institut für Sprachen und Kulturen des Nahen Ostens und Ostasien, Sinologiestudiengänge: Bachelor Sinologie, Master Chinese Studies with an Optional Focus, Erweiterungsfach Chinesisch im Lehramtsstudiengang an Gymnasien
- Julius-Maximilians-Universität Würzburg, Institut für Kulturwissenschaften Ost- und Südasiens Sinologie – Bachelorstudiengang „Modern China (B.A.)“, Masterstudiengang „Chinese Studies (M.A.)“
- Internationale Hochschule SDI München – Bachelorstudiengänge „Modern Chinese Studies (B.A.)“ und „Übersetzen Chinesisch (B.A.)“, Masterstudiengang „Konferenzdolmetschen – deutsch-chinesischer Double-Degree (M.A.) (in Kooperation mit der Beijing Foreign Studies University)“
- Ludwig-Maximilians-Universität München, Institut für Sinologie – auslaufender Magisterstudiengang mit philosophisch-kulturwissenschaftlichem Schwerpunkt, Bachelor- und Masterstudiengang mit klassischem Schwerpunkt

Berlin
- Freie Universität Berlin, Ostasiatisches Seminar – Magisterstudiengang; Bachelorstudiengang Chinastudien, Masterstudiengang (seit WS 2008/09), Kombi-BA Chinesische Sprache und Gesellschaft (auch Lehramt) / Master of Education (seit 2021)
- Humboldt-Universität zu Berlin, Institut für Asien- und Afrikawissenschaften – Magisterstudiengang mit sprachwissenschaftlicher Ausrichtung, Bachelorstudiengang

Bremen
- Hochschule Bremen, Wirtschaftssinologie

Hamburg
- Universität Hamburg, Asien-Afrika-Institut, Abteilung für Sprache und Kultur Chinas

Hessen
- Johann-Wolfgang-Goethe-Universität Frankfurt am Main, Fachbereich 9 – Sinologie; Bachelor-Studiengang seit 2006, Master seit 2009

Nordrhein-Westfalen
- Ruhr-Universität Bochum, Fakultät für Ostasienwissenschaften – Bachelor-Studiengang
- Rheinische Friedrich-Wilhelms-Universität Bonn, Institut für Orient- und Asienwissenschaften, Abteilung für Sinologie – Bachelor-Studiengang Asienwissenschaften und Master-Studiengang Geschichte und Kultur der Region China, Mongolei, Tibet (Sinologie)
- Universität Duisburg-Essen, Standort Duisburg, Institut für Ostasienwissenschaften
- Universität zu Köln, Ostasiatisches Seminar, Ältere Sinologie (Magister), Moderne Sinologie (Magister); Regionalwissenschaften China Bachelor; Kulturen & Gesellschaften Ostasiens Bachelor
- Universität Münster, Institut für Sinologie und Ostasienkunde – 2-Fach Bachelor Chinastudien - Master Sinologie

Niedersachsen
- Georg-August-Universität Göttingen, Sinologie Göttingen, Ostasiatisches Seminar – Moderne Sinologie (Mono-B.A. und Master), Modernes China (Zweifach-B.A.), Chinesisch als Fremdsprache (Zweifach-B.A./Lehramt), Master Chinesisches Recht & Rechtsvergleichung, Master of Education (ab WS 2013/14), Promotion
- Carl von Ossietzky Universität Oldenburg, Institut für Wirtschafts- und Rechtswissenschaften, Masterstudiengang „Wirtschafts- und Rechtswissenschaften (M.A.) mit Studienschwerpunkt China-Wirtschaft und Sprache“

Rheinland-Pfalz
- Johannes Gutenberg-Universität Mainz, Fachbereich Angewandte Sprach- und Kulturwissenschaft (FASK), Institut für Interkulturelle Kommunikation/Chinesisch, B.A. (Bachelor of Arts)/M.A. (Master of Arts) „Sprache, Kultur, Translation“ Chinesisch
- Ostasieninstitut der Hochschule Ludwigshafen am Rhein – Studium der Betriebswirtschaftslehre mit Schwerpunkt China
- Universität Trier, Fach Sinologie – Bachelorstudiengang „Moderne China-Studien“ und Masterstudiengang „China - Kultur und Kommunikation“

Sachsen
- Universität Leipzig, Ostasiatisches Institut
- Technische Universität Dresden, Ostasienzentrum
- Westsächsische Hochschule Zwickau, Wirtschaftssinologie

Schleswig-Holstein
- Christian-Albrechts-Universität zu Kiel, Sinologisches Seminar

Österreich
- Institut für Ostasienwissenschaften der Universität Wien – Bachelor, Master, Doktorat Sinologie, Sprachkurs, Master-Studium Übersetzen, Internationale Betriebswirtschaftslehre – Chinesisch (IBW Chinesisch)

Schweiz
- Universität Zürich, Asien-Orient-Institut / Sinologie
- St. Gallen